# Burst-Modus (Datenübertragung)
Burst-Modus (auch Burstmodus oder englisch burst mode) ist ein Begriff aus der Computertechnik. Es handelt sich um einen Übertragungsmodus zur Beschleunigung von Lese- oder Schreibvorgängen bei Speichereinheiten.
Im Gegensatz zum sogenannten Wort-Modus (engl. word-at-a-time mode) werden beim Burstmodus größere Datenblöcke als ununterbrochenes Bündel kleinerer Dateneinheiten übertragen, ohne dass gewisse Initialisierungen für jede dieser Untereinheiten neu erfolgen müssten.
Beispielsweise kann eine Cache-Line zu 16 Byte als Bündel von vier Dateneinheiten zu 4 Byte übertragen werden.
Ein wichtiges Beispiel ist der DRAM. Hier muss zum Zugriff auf eine bestimmte Speicherstelle zunächst die „Zeilen“-Adresshälfte (per RAS-Zyklus) und anschließend die „Spalten“-Adresshälfte (per CAS-Zyklus) an den Speicherbaustein übermittelt werden, bevor der die angeforderten Daten liefern (oder zum Schreiben annehmen) kann. Im Burst-Modus wird nur ein einzelner RAS-Zyklus vorweg durchgeführt, wenn dieser Adressteil für die folgenden Bytes identisch bleibt. Anschließend werden ausschließlich CAS-Zyklen verwendet, um die Daten zu transferieren. Die Zugriffsgeschwindigkeit kann dadurch bis um den Faktor vier erhöht werden.
Burst-Zugriffe gibt es z. B. auch beim Cache oder dem PCI-Bus.